# Saint-Maurice-de-Lestapel

Saint-Maurice-de-Lestapel este o comună în departamentul Lot-et-Garonne din sud-vestul Franței. În 2009 avea o populație de 108 de locuitori.

## Evoluția populației
| An        | 1975 | 1982 | 1990 | 1999 | 2006 | 2009 |
| --------- | ---- | ---- | ---- | ---- | ---- | ---- |
| Populație | 95   | 85   | 83   | 102  | 107  | 108  |